# باتريشيا تومسون (كاتبة)
باتريشيا تومسون (بالإنجليزية: Patricia Thompson)‏ (15 يونيو 1926، نيويورك في الولايات المتحدة - 1 أبريل 2016، نيويورك في الولايات المتحدة)؛ فيلسوفة، كاتِبة وروائية أمريكية.